# Amphinemura megaloba
Amphinemura megaloba är en bäcksländeart som först beskrevs av Kawai 1960.  Amphinemura megaloba ingår i släktet Amphinemura och familjen kryssbäcksländor. Inga underarter finns listade i Catalogue of Life.